# 문상옥
문상옥(文相玉, 1997년 5월 8일 ~ )은 한국프로농구 수원 KT 소닉붐 소속 前 농구 선수이자,현재는 수원 KT 소닉붐의 매니저이다. 2019년 KBL 드래프트에서 전체 7순위로 부산 kt 소닉붐에 지명되었다.

## 학력
- 쌍봉초등학교
- 여천중학교
- 화양고등학교
- 중앙대학교

## 경력
- 2019년 ~ 현재 : 부산 KT 소닉붐 (2019 KBL 드래프트 전체 2019 KBL 국내신인선수 드래프트에 나오는 중앙대 문상옥(F, 190cm)이다. 신장보다는 달리기가 빨라 농구를 시작하게 된 그는 고등학교 들어서 슛을 장착, 대학리그에서 손꼽히는 슈터로 거듭났다. 외곽뿐만 아니라 탄탄한 하드웨어로 골밑으로 파고드는 드라이브인도 일품. 전천후 공격 자원인 문상옥이 프로에서도 폭발력을 뿜어낼 것이라고 당찬 각오를 전해왔다.

1. 1. 달리기가 빨랐던 문상옥, 시작은 가드로

2007년 어느 날, 문상옥은 여수쌍봉초 농구부 코치로부터 스카우트 제의를 받았다. 신장이 유달리 크지도 않았고, 체격도 왜소했지만 달리기가 빨랐다. “코치님이 농구를 해보라고 하셔서 호기심에 해봤는데, 재밌어서 지금까지 하게 됐어요”라고 농구공을 잡은 계기를 설명한 문상옥. 사실 처음에는 거절이 먼저였단다. 친한 친구들와의 이별때문이었지만, 결국 코치의 끈질긴 설득 끝에 문상옥은 일단 한 번 해보기로 결정했다고 한다.
처음에는 농구부에서 챙겨주는 간식이 좋았지만, 기대했던 것보다 농구에 일찍 재미를 붙였다. 실력도 제법 있었다는 것이 문상옥의 말이다. “처음 시작했을 때는 가드를 봤어요. 중학교 때까지만 해도 그랬는데, 고등학교 때 키가 192cm까지 자라면서 3번부터 5번까지 봤던 것 같아요. 가드로 농구를 시작해서 드리블 연습도 많이 했는데, (농구를 시작한 지) 3일 만에 레이업에 성공했어요.”
키가 자라고 포지션이 바뀌면서 제대로 된 슛 연습을 시작한 문상옥. 처음에는 가슴에서부터 슛을 던졌지만, 여수화양고 변석환 코치의 디테일한 지도로 슈터로서 성장했다. 점프슛은 물론 성공률을 높이는데 도움을 받은 것. 덕분에 2013년, 최재화, 권혁준(이상 경희대4), 양재혁(연세대4) 등과 U16 청소년대표팀에 선발됐다.
그러면서 자연스레 농구선수의 길을 포기할까라는 위기도 넘겼다. “사실 신장이 많이 크질 않았고, 실력도 월등하지 않아 그만두려 했었어요. 그런데 옆에서 절 잡아주신 분들이 많았어요. 중학교 때 코치님이셨던 김희철 선생님, 부모님도 절 잡아주셨죠. 그래서 버틸 수 있었던 것 같아요”라고 고교 시절을 되돌아본 문상옥.
여수화양고에서 그는 최재화와 더불어 전천후 득점원으로 거듭났고, 드라이브인과 파워풀한 플레이를 강점으로 어필한 문상옥은 양형석 감독의 눈에 띄어 중앙대로 진학했다.
1. 수상이력

- 2019년 제35회 MBC배 전국대학농구대회 남대부 우수선수상, 득점상
1. 경력사항

- 2013년 U16 남자농구대표팀
1. 대학리그 정규리그 기록

- 2016년 11경기 평균 4.5득점 1.5리바운드 0.5스틸
- 2017년 11경기 평균 6.4득점 3리바운드 0.8어시스트 0.8스틸
- 2018년 16경기 평균 18.9득점 7.2리바운드 2.4어시스트 1.6스틸
- 2019년 11경기 평균 17득점 6리바운드 2.2어시스트 2.1스틸(9월 2일 기준)
1. 문상옥의 2019 대학리그 H/L 영상으로 보기
2. 2. THE BEST GAME : 2019 U-리그 성균관대 전

사실 문상옥은 고등학교 때까지 여느 팀에 있는 지방팀의 농구 잘하는 선수에 불과했다. 대학교로 진학한 이후에도 박재한, 박지훈(이상 KGC인삼공사), 김국찬(KCC) 등 형들에게 가려 경기 출전은 승부의 추가 기울어졌을 때 투입되는 경우가 많았다.

## 2022-23 시즌
2022-23시즌부터 수원 KT 소닉붐의 매니저로 활동한다.